# 白い粉薬のはなし
『白い粉薬のはなし』（しろいこなぐすりのはなし、原題：英: The Novel of the White Powder）は、イギリスのホラー小説家アーサー・マッケンによる短編ホラー小説。
連作『怪奇クラブ』の一編である本作は、ヘレン・ライセスターという女性が、実弟フランシスの身に起きた出来事とその顛末を、ダイスンという紳士に説明するという内容である。
権威ある大手出版社「ハイネマン書店」に持ち込んだところ、本編と『黒い石印』が「あまりに醜怪でけがらわしい話」だったために、当連作は出版を断られたという。

## あらすじ
フランシス・ライセスターは大学を卒業してロンドンに戻って来ると、ひきこもって勉学に熱中し、姉のヘレンは体調を心配する。かかりつけのジョゼフ・ハーベルデン医師に診察してもらったところ、体に異状はみられなかった。念のためにと出された処方箋を、フランシスは近所の薬屋で調剤してもらう。フランシスは服用すると元気を取り戻すが、性格がガラリと変わって遊び好きになる。
ある日、ヘレンはフランシスの右手の甲に、烙印のようなしみを見つける。そこで彼女は医師に「まだ薬を飲み続けている」と相談したところ、医師はとっくに治っているはずだと言う。薬屋に行って調べると、薬のラベルと中身が異なっていることが判明した。医師は友人に薬の成分分析を依頼し、続いてフランシスに面会に行く。ヘレンは別の部屋で控えていたが、対面中にフランシスが何かをしたらしく、医師はもう関わりたくないと断言して去る。
その後、フランシスは完全にひきこもり始め、やがて彼の部屋の床から真下のヘレンの部屋の天井に、黒い雫が垂れてくる。医師が呼ばれ、施錠を斧で破って突入すると、部屋の中には「腐敗と糜爛にまきれたどす黒い穢物の塊」が転がっていた。中央には二つの眼のような物が光っており、手足らしき物も蠢いている。医師は怪物を一目見るなり、憎悪をたぎらせ、斧で何度も打ちすえる。
ショックを受けた医師はイギリスを離れる。去り際に姉に手渡した薬の分析報告書には、何百年も前の「サバトの酒の材料」が薬屋の棚に紛れ込み、さらに長期間放置されたせいで未知の化学変化を起こしたのであろうと記されていた。服用し続けたフランシスは、体が溶解してしまったのである。後にヘレンは、医師が船上で逝去したという噂を聞き、また親族に弟殺しを疑われる。
ダイスンは、ヘレン・ライセスターの話を聞き終える。

## 主な登場人物
- ヘレン・ライセスター - わたくし。語り手。インドで病死した陸軍将校の娘。
- フランシス・ライセスター - 弟。法律家を志し、ロンドンの自宅に引きこもって猛勉強中。白い粉薬を服用する。
- ジョゼフ・ハーベルデン医師 - フランシスの係りつけの主治医。
- セース老人 - ライセスター家の近所の薬屋。耄碌した頭で、フランシスに白い粉薬を出す。
- ドクター・チャンバーズ - 化学者。ハーベルデン医師に依頼され、白い粉薬の成分を分析する。
- ダイスン - 紳士。聞き手。『怪奇クラブ』全般に登場する。

## 収録
- 創元推理文庫『怪奇クラブ』平井呈一訳